# 서기 (역사서)
《서기》(書記)는 백제의 역사를 기록한 책이다. 근초고왕 때 박사 고흥(高興)이 저술했다고 하나 전하지 않는다.
고흥은 근구수왕 1년(375년) 처음으로 박사가 되고, 최초로 글자를 기록할 줄 알아서 서기를 편찬했다. 백제에는 서기 이외에도 《백제기(百濟記)》, 《백제신찬(百濟新撰)》, 《백제본기(百濟本記)》 등의 사서가 있었다고 하나 전하지 않는다.

## 같이 보기
- 유기
- 신집
- 국사
- 일본서기